# トム・ファン・デ・ローイ
トム・ファン・デ・ローイ（Tom van de Looi, 1999年7月2日 - ）は、オランダ・北ブラバント州ブレダ出身のサッカー選手。セリエB・ブレシア・カルチョ所属。ポジションはMF。

## クラブ経歴
2017年にFCフローニンゲンのトップチームに昇格。2018年1月21日のヴィレムII戦でプロデビュー。デビュー以降先発に定着し、2017-18シーズンはリーグ戦16試合に先発出場。翌2018-19シーズンも18試合に出場。
2019年8月14日、NECナイメヘンへのローン移籍が発表。2019-20シーズンはエールステ・ディヴィジで19試合出場。2019年11月22日のヘルモント・スポルト戦でプロ初ゴールを決めた。
2020年9月14日、ブレシア・カルチョと2023年までの契約を締結したことが発表された。

## 代表歴
2016年から3年間、ユース世代のオランダ代表でプレーした。

## 人物
- プロデビュー戦となった、2018年1月21日のヴィレムII戦は、相手チームの監督が実父のエルウィン・ファン・デ・ローイだったこともあり、親子対決として話題となった[5]。